# Esgrima nos Jogos Olímpicos de Verão de 1928
A esgrima nos Jogos Olímpicos de Verão de 1928 foi realizada em Amsterdã, Países Baixos. Foram disputados sete eventos entre os dias 29 de julho e 11 de agosto de 1928.

## Florete individual masculino
| Pos. | País           | Atletas        |
| ---- | -------------- | -------------- |
|      | França (FRA)   | Lucien Gaudin  |
|      | Alemanha (GER) | Erwin Casmir   |
|      | Itália (ITA)   | Giulio Gaudini |

## Espada individual masculino
| Pos. | País                 | Atletas               |
| ---- | -------------------- | --------------------- |
|      | França (FRA)         | Lucien Gaudin         |
|      | França (FRA)         | Georges Buchard       |
|      | Estados Unidos (USA) | George Charles Calnan |

## Sabre individual masculino
| Pos. | País          | Atletas            |
| ---- | ------------- | ------------------ |
|      | Hungria (HUN) | Ödön Tersztyánszky |
|      | Hungria (HUN) | Attila Petschauer  |
|      | Itália (ITA)  | Bino Bini          |

## Florete por equipes masculino
| Pos. | País            | Atletas                                                                                             |
| ---- | --------------- | --------------------------------------------------------------------------------------------------- |
|      | Itália (ITA)    | Ugo Pignotti Giulio Gaudini Giorgio Pessina Gioachino Guaragna Oreste Puliti Giorgio Chiavacci      |
|      | França (FRA)    | Philippe Cattiau Roger François Ducret André Labattut Lucien Gaudin Raymond Flacher André Gaboriaud |
|      | Argentina (ARG) | Roberto Larraz Raul Anganuzzi Luis Lucchetti Hector Lucchetti Carmelo Camet                         |

## Espada por equipes masculino
| Pos. | País           | Atletas |
| ---- | -------------- | --- |
|      | Itália (ITA)   | Carlo Agostoni Marcello Bertinetti Giulio Basletta Giancarlo Cornaggia-Medici Renzo Minoli Franco Riccardi |
|      | França (FRA)   | Armand Massard Georges Buchard Gaston Amson Emile Cornic René Barbier Bernard Schmetz                      |
|      | Portugal (POR) | Paulo d'Eça Leal Mário de Noronha Jorge Paiva João Sassetti Frederico Paredes Henrique da Silveira         |

## Sabre por equipes masculino
| Pos. | País          | Atletas                                                                                             |
| ---- | ------------- | --------------------------------------------------------------------------------------------------- |
|      | Hungria (HUN) | Ödön Tersztyánszky Sándor Gombos János Garay József Rády Attila Petschauer Gyula Glykais            |
|      | Itália (ITA)  | Bino Bini Renato Anselmi Gustavo Marzi Oreste Puliti Emilio Salafia Giulio Sarrocchi                |
|      | Polônia (POL) | Adam Papée Tadeusz Friedrich Kazimierz Laskowski Władysław Segda Aleksander Małecki Jerzy Zabielski |

## Florete individual feminino
| Pos. | País               | Atletas        |
| ---- | ------------------ | -------------- |
|      | Alemanha (GER)     | Helene Mayer   |
|      | Grã-Bretanha (GBR) | Muriel Freeman |
|      | Alemanha (GER)     | Olga Oelkers   |

## Quadro de medalhas da esgrima
| Ordem | País               | Medalha de ouro | Medalha de prata | Medalha de bronze | Total |
| ----- | ------------------ | --------------- | ---------------- | ----------------- | ----- |
| 1     | FRA França         | 2               | 3                | 0                 | 5     |
| 2     | ITA Itália         | 2               | 1                | 2                 | 5     |
| 3     | HUN Hungria        | 2               | 1                | 0                 | 3     |
| 4     | GER Alemanha       | 1               | 1                | 1                 | 3     |
| 5     | GBR Grã-Bretanha   | 0               | 1                | 0                 | 1     |
| 6     | ARG Argentina      | 0               | 0                | 1                 | 1     |
| 6     | USA Estados Unidos | 0               | 0                | 1                 | 1     |
| 6     | POL Polônia        | 0               | 0                | 1                 | 1     |
| 6     | POR Portugal       | 0               | 0                | 1                 | 1     |